# Borrby
Borrby é uma localidade da Suécia, situada na província histórica da Escânia.

Tem cerca de 930 habitantes, e pertence à Comuna de Simrishamn.

Está situada a 15 km a sudoeste de Simrishamn.
É uma cidade literária desde 2011.